# Flavie Brugnone
Flavie Brugnone (* 4. März 2003) ist eine französische Tennisspielerin.

## Karriere
Brugnone begann mit sechs Jahren mit dem Tennisspielen und spielt bislang vorrangig Turniere der ITF Women’s World Tennis Tour, wo sie bislang einen Doppeltitel gewonnen hat.
Bei den French Open 2020 erreichte sie im Juniorinneneinzel das Achtelfinale, das sie auch mit Océane Babel im Juniorinnendoppel erreichte. Bei den French Open 2021 schied sie dagegen im Juniorinneneinzel in der ersten Runde aus.

## Turniersiege

### Doppel
| Nr. | Datum         | Turnier | Kategorie | Belag        | Partnerin      | Finalgegnerinnen               | Ergebnis |
| --- | ------------- | ------- | --------- | ------------ | -------------- | ------------------------------ | -------- |
| 1.  | 19. März 2022 | Gonesse | ITF W15   | Sand (Halle) | Tamara Čurović | Julia Middendorf Nicole Rivkin | 6:2, 6:3 |